# Hot 100 Singles Sales
Die Hot 100 Singles Sales (auch bekannt als Singles Sales) ist eine Hitparade in den USA, die wöchentlich vom Billboard-Magazin veröffentlicht wird. Die Single Sales sind reine Verkaufscharts einer Single und bilden zusammen mit den Hot 100-Airplay und den Hot-Digital-Songs die Positionen der jeweiligen Titel in den Billboard Hot 100.
Elton John hält mit 3,4 Millionen Einheiten seiner Single Candle in the Wind 1997/Something about the Way You Look Tonight in der Woche zum 11. Oktober 1997 den Rekord für die meistverkauften Singles innerhalb von einer Woche.
Die Band Bright Eyes war die bisher letzte Band, die innerhalb von zwei Wochen zwei Songs auf Platz 1 hatte. Dies waren 2004 die Singles Lua und Take It Easy (Love Nothing).